# Dark Matter (série de televisão)
Dark Matter  é uma série de televisão canadense exibida pelo canal Space desde 12 de junho de 2015.

## Enredo
Um grupo de seis pessoas sem memória de quem são e de onde vieram, acordam em uma nave estelar. Nomeando a si mesmos de "um" a "seis", na ordem de seu despertar, eles estabilizam a nave e iniciam a busca para tentar descobrir o que aconteceu com eles.Também os acompanha uma androide (Zoie Palmer) conectada a nave e com um comportamento atípico comparado a outros androides.
Ao longo da série eles são perseguidos por diversas organizações, acrescentam novos membros e perdem outros.

## Elenco

### Elenco principal
- Marc Bendavid como One / Jace Corso / Derrick Moss[2][3]
- Melissa O'Neil como Two / Rebecca / Portia Lin[2]
- Anthony Lemke como Three / Marcus Boone[2]
- Alex Mallari Jr. como Four / Ryo Tetsuda[2]
- Jodelle Ferland como Five / Das[2]
- Roger Cross como Six / Griffin Jones[2]
- Zoie Palmer como The Android[2]

### Elenco recorrente
- David Hewlett como Tabor Calchek[4]
- Andrew Jackson as The General[5]
- Jeff Teravainen como tenente Anders[6]
- Torri Higginson como comadante Delaney Truffault[7]
- Melanie Liburd como Nyx Harper
- Shaun Sipos como Devon Taltherd

### Elenco de convidados
- Amanda Brugel como Keeley[8]
- Ruby Rose como Wendy[4]
- Natalie Brown como Sarah[9]
- Jessica Sipos como Tash[10]
- Jon Cor como Vons[10]
- Conrad Pla como Kane[10]
- Ennis Esmer como Wexler[10]
- Kerr Hewitt como sargento Voss[11]
- Wil Wheaton como Alex Rook[12]